# Râul Cârciuma
Râul Cârciuma este un curs de apă, afluent de dreapta al râului Olt.